# فريدريش ويبر (ملحن)
فريدريش ويبر (بالألمانية: Friedrich Dionys Weber)‏ (و. 1766 – 1842 م) هو ملحن، وعالم موسيقى، ومعلم موسيقى، ومخترع، وموسيقي من النمسا، والتشيك، توفي في براغ، عن عمر يناهز 76 عاماً.